# Kiler Wymiatacz
Kiler Wymiatacz (ang. Killer Bean Forever) – amerykański film animowany z 2009 roku w reżyserii Jeffa Lewa.

## Opis fabuły
Kawów to jedno z najbardziej niebezpiecznych miejsc na świecie. Handel bronią, krwawe strzelaniny są tu na porządku dziennym. Miastem trzęsie niebezpieczna mafia Cappuccino. Tym większe jest zdziwienie szefa policji, gdy w jednym z magazynów znajduje zwłoki prawie wszystkich jej członków. Oznaczać to może tylko jedno. W mieście pojawił się słynny Kiler Wymiatacz.

## Obsada
- Vegas E. Trip – Kiler Wymiatacz
- Bryan Session – Detektyw Cromwell
- Matthew Tyler – Cappuccino